# Phare arrière de Cherry Island

Le phare arrière de Cherry Island (en anglais : Cherry Island Range Rear Light) est un phare  servant de feu d'alignement arrière situé à Wilmington sur le fleuve Delaware dans le comté de New Castle, Delaware.

## Historique
Mis en service en 1880, juste au nord de la rivière Christina, il se situe à environ 1,3 km derrière le feu d'alignement avant.
Ce phare a été démoli en 1970 pour être remplacé par une tour métallique portant une balise automatisée. Le bâtiment à carburant d'origine en brique a été sauvegardé et a été rénové en tant que salle d'équipement pour le feu actuel.

## Description
Le phare actuel  est une tour carrée métallique à claire-voie de 11 m de haut. Il émet, à une hauteur focale de 37 m, une lumière rouge continue, jour et nuit, visible uniquement le long de la ligne de portée. Sa portée n'est pas connue.
Identifiant : ARLHS : USA-165 ; USCG : 2-2980 ; Amirauté : J1309.1  .

### Lien connexe
- Liste des phares du Delaware